# Deux petites filles en bleu (téléfilm)
Pour le roman éponyme, voir Deux petites filles en bleu.
Deux petites filles en bleu est un téléfilm français réalisé par Jean-Marc Thérin et diffusé pour la première fois le 22 mars 2014 sur France 3. Ce téléfilm est le premier épisode d'une série d'adaptations de romans de Mary Higgins Clark.

## Synopsis
Louise et Léa, des jumelles de six mois ont été enlevées. La demande de rançon des ravisseurs s'élève à 8 millions. Les parents des fillettes ne disposent pas d'une telle somme. Très vite, une des petites filles montre de graves problèmes de santé…

## Fiche technique
- Réalisation : Jean-Marc Thérin
- Scénario : Claire Lemaréchal et Yann Le Nivet d'après le roman de Mary Higgins Clark Deux petites filles en bleu
- Production : EuropaCorp Télévision
- Pays :  France
- Genre : thriller
- Durée : 90 minutes
- Date de diffusion : 22 mars 2014

## Distribution
- Christine Citti : Inspecteur Stéphanie Brisson
- Marie Guillard : Julie Malherbe
- Lizzie Brocheré : Séverine
- Stéphan Guérin-Tillié : Simon Malherbe
- Yann Sundberg : Lucas/Patrice
- Aymen Saïdi : Aymen
- Alain Doutey : Yves Arellano
- Franck de la Personne : Cotta
- Damien Gouy : Jérôme
- Alexandra Morales : Christina
- Albane Journé : Léa
- Louise Journé : Louise

## Collection
En 2013, France 3 crée une collection de téléfilms adaptés des romans de Mary Higgins Clark :
- 2014 : Où es-tu maintenant ? d'Arnaud Sélignac[1] ;
- 2014 : Toi que j'aimais tant d'Olivier Langlois[2] ;
- 2015 : Les Années perdues de Nicolas Picard-Dreyfuss[3] ;
- 2017 : Rien ne vaut la douceur du foyer de Laurent Jaoui[4].